# Богатковцы
Бога́тковцы (укр. Багатківці) — село в Золотниковской сельской общине Тернопольского района Тернопольской области Украины.
До 2020 года входило в Теребовлянский район.
Население по переписи 2001 года составляло 682 человека. Занимает площадь 3.241 км². Почтовый индекс — 48110. Телефонный код — 3551.